# 新都大戲院
新都大戲院，又名勝利電影院，是江蘇省南京市的電影院，位於玄武區中山路，和大華大戲院、世界大戲院、首都大戲院並稱為民國南京四大戲院。
新都大劇院由李錦沛設計，開業於1936年。抗日戰爭時期，新都大戲院被日軍徵用，更名為東和劇場。抗日戰爭後，再更名為勝利電影院。2004年，這棟建築被拆除。